# Coppa delle Coppe 1990-1991 (pallamano maschile)
La Coppa delle Coppe 1990-1991 è stata la 16ª edizione del torneo europeo di pallamano riservato alle squadre vincitrici delle coppe nazionali. È stata organizzata dall'International Handball Federation, la federazione internazionale di pallamano. La competizione è iniziata a settembre 1990 si è conclusa il 20 maggio 1991.
Il torneo è stato vinto dalla compagine tedesca del TSV Milbertshofen per la 1ª volta nella sua storia.

## Risultati

### Primo turno
| Squadra 1              | Squadra 2                | Andata                        | Ritorno                      | Totale  |
| ---------------------- | ------------------------ | ----------------------------- | ---------------------------- | ------- |
| HC Initia Hasselt      | Hermes Den Haag          | Hasselt, 23 settembre 1990    | L'Aia, 30 settembre 1990     | 38 - 41 |
| HC Initia Hasselt      | Hermes Den Haag          | 18 - 17                       | 20 - 24                      | 38 - 41 |
| Bankasi Ankara         | GHC Arhelaos Katerini    | Ankara                        |                              | 24 - 17 |
| Bankasi Ankara         | GHC Arhelaos Katerini    | 24 - 17                       |                              | 24 - 17 |
| SKA Minsk              | BK-46 Karis              | Minsk                         | Karis                        | 73 - 47 |
| SKA Minsk              | BK-46 Karis              | 36 - 23                       | 37 - 24                      | 73 - 47 |
| BSV Berna              | UHC Stockerau            | Berna                         |                              | 26 - 31 |
| BSV Berna              | UHC Stockerau            | 26 - 31                       |                              | 26 - 31 |
| KS Kielce              | Banik Karvina            | kielce                        | Karviná                      | 44 - 48 |
| KS Kielce              | Banik Karvina            | 23 - 23                       | 21 - 25                      | 44 - 48 |
| Hapoel Ramat Gan       | SPE Strovolos Nicosia    | Nicosia, 24 settembre 1990    | Nicosia, 26 settembre 1990   | 62 - 52 |
| Hapoel Ramat Gan       | SPE Strovolos Nicosia    | 28 - 24                       | 34 - 28                      | 62 - 52 |
| Ortigia Siracusa       | RK Medveščak             | Siracusa                      |                              | 18 - 25 |
| Ortigia Siracusa       | RK Medveščak             | 18 - 25                       |                              | 18 - 25 |
| SC Magdeburgo          | Gladsaxe HG              | Magdeburgo, 23 settembre 1990 | Gladsaxe, 30 settembre 1990  | 44 - 37 |
| SC Magdeburgo          | Gladsaxe HG              | 25 - 16                       | 19 - 21                      | 44 - 37 |
| Sandefjord HK          | Valur                    | Sandefjord, 22 settembre 1990 | Reykjavík, 30 settembre 1990 | 45 - 43 |
| Sandefjord HK          | Valur                    | 25 - 21                       | 20 - 22                      | 45 - 43 |
| CHEV Handball Diekirch | Girondins de Bordeaux HC | Diekirch                      |                              | 13 - 20 |
| CHEV Handball Diekirch | Girondins de Bordeaux HC | 13 - 20                       |                              | 13 - 20 |
| ABC Braga              | CD Bidasoa               | Braga                         | Irun, 29 settembre 1990      | 39 - 53 |
| ABC Braga              | CD Bidasoa               | 18 - 23                       | 21 - 30                      | 39 - 53 |

### Ottavi di finale
| Squadra 1                | Squadra 2          | Andata                      | Ritorno                             | Totale  |
| ------------------------ | ------------------ | --------------------------- | ----------------------------------- | ------- |
| Hermes Den Haag          | TSV Milbertshofen  | L'Aia, 4 novembre 1990      | Monaco di Baviera, 11 novembre 1990 | 26 - 44 |
| Hermes Den Haag          | TSV Milbertshofen  | 15 - 19                     | 11 - 25                             | 26 - 44 |
| Bankasi Ankara           | SAAB Linköping     | Ankara                      | Linköping                           | 40 - 51 |
| Bankasi Ankara           | SAAB Linköping     | 24 - 24                     | 16 - 27                             | 40 - 51 |
| SKA Minsk                | KC Veszprém        | Minsk                       | Veszprém                            | 46 - 54 |
| SKA Minsk                | KC Veszprém        | 28 - 27                     | 18 - 27                             | 46 - 54 |
| UHC Stockerau            | Banik Karvina      | Stockerau                   | Karviná, 11 novembre 1990           | 43 - 40 |
| UHC Stockerau            | Banik Karvina      | 22 - 20                     | 21 - 20                             | 43 - 40 |
| RK Medveščak             | Hapoel Ramat Gan   | Zagabria, 2 novembre 1990   | Zagabria, 4 novembre 1990           | 51 - 39 |
| RK Medveščak             | Hapoel Ramat Gan   | 27 - 15                     | 24 - 24                             | 51 - 39 |
| SC Magdeburgo            | CB Cantabria       | Magdeburgo, 4 novembre 1990 | Santander, 11 novembre 1990         | 52 - 60 |
| SC Magdeburgo            | CB Cantabria       | 27 - 29                     | 25 - 31                             | 52 - 60 |
| Sandefjord HK            | CS Dinamo Bucurest | Sandefjord                  | Bucarest                            | 44 - 45 |
| Sandefjord HK            | CS Dinamo Bucurest | 23 - 20                     | 21 - 25                             | 44 - 45 |
| Girondins de Bordeaux HC | CD Bidasoa         | Bordeaux, 4 novembre 1990   | Irun, 11 novembre 1990              | 40 - 45 |
| Girondins de Bordeaux HC | CD Bidasoa         | 21 - 20                     | 19 - 25                             | 40 - 45 |

### Quarti di finale
| Squadra 1          | Squadra 2         | Andata                      | Ritorno                             | Totale  |
| ------------------ | ----------------- | --------------------------- | ----------------------------------- | ------- |
| SAAB Linköping     | TSV Milbertshofen | Linköping, 17 febbraio 1991 | Monaco di Baviera, 23 febbraio 1991 | 35 - 43 |
| SAAB Linköping     | TSV Milbertshofen | 19 - 23                     | 16 - 20                             | 35 - 43 |
| UHC Stockerau      | KC Veszprém       | Stockerau, 17 febbraio 1991 | Veszprém, 24 febbraio 1991          | 53 - 62 |
| UHC Stockerau      | KC Veszprém       | 27 - 26                     | 26 - 36                             | 53 - 62 |
| CB Cantabria       | RK Medveščak      | Santander, 22 febbraio 1991 | Santander, 24 febbraio 1991         | 50 - 46 |
| CB Cantabria       | RK Medveščak      | 25 - 19                     | 25 - 27                             | 50 - 46 |
| CS Dinamo Bucurest | CD Bidasoa        | Bucarest, 17 febbraio 1991  | Irun, 23 febbraio 1991              | 37 - 44 |
| CS Dinamo Bucurest | CD Bidasoa        | 20 - 21                     | 17 - 23                             | 37 - 44 |

### Semifinali
| Squadra 1   | Squadra 2         | Andata                  | Ritorno                           | Totale  |
| ----------- | ----------------- | ----------------------- | --------------------------------- | ------- |
| KC Veszprém | TSV Milbertshofen | Veszprém, 7 aprile 1991 | Monaco di Baviera, 14 aprile 1991 | 35 - 38 |
| KC Veszprém | TSV Milbertshofen | 20 - 15                 | 15 - 23                           | 35 - 38 |
| CD Bidasoa  | CB Cantabria      | Irun, 7 aprile 1991     | Santander, 13 aprile 1991         | 46 - 44 |
| CD Bidasoa  | CB Cantabria      | 22 - 20                 | 24 - 24                           | 46 - 44 |

### Finale
| Squadra 1  | Squadra 2         | Andata              | Ritorno                           | Totale  |
| ---------- | ----------------- | ------------------- | --------------------------------- | ------- |
| CD Bidasoa | TSV Milbertshofen | Irun, 4 maggio 1991 | Monaco di Baviera, 20 maggio 1991 | 36 - 39 |
| CD Bidasoa | TSV Milbertshofen | 20 - 15             | 16 - 24                           | 36 - 39 |

## Campioni
| Vincitore della Coppa delle Coppe 1990-1991 |
| ------------------------------------------- |
| TSV Milbertshofen 1º titolo                 |